# Wiedemannia fallaciosa
Wiedemannia fallaciosa är en tvåvingeart som först beskrevs av Friedrich Hermann Loew 1873.  Wiedemannia fallaciosa ingår i släktet Wiedemannia, och familjen dansflugor. Arten är reproducerande i Sverige.